# Museum Prinsenhof Delft
Museum Prinsenhof Delft is een museum in de Nederlandse stad Delft. 
Het is gevestigd in het voormalige Sint-Agathaklooster dat behoort tot de Top 100 van de Rijksdienst voor de Monumentenzorg uit 1990. Het  museum belicht Delfts blauw, grote Delftse wetenschappers (Hugo de Groot, Antoni van Leeuwenhoek) en Delftse meesters, Willem van Oranje en het Huis Oranje-Nassau. Het museum heeft een collectie schilderijen, aardewerk en gebruiksvoorwerpen uit de Gouden Eeuw. Het museum trekt jaarlijks ongeveer 63.500 bezoekers.
Het museum werd als Gemeentemuseum Delft in 1897 opgericht en was gevestigd in het stadhuis van Delft. In 1906 werd het museum verplaatst naar een zaal in het Agathaklooster, een verdieping boven de plek waar sinds 1887 het Rijksmuseum 'De historische zaal van het Prinsenhof' was gevestigd.
Het kloostercomplex dat voordien verschillende functies had, werd tussen 1938 tot 1962 volledig gerestaureerd tot museum. In het complex is Willem van Oranje doodgeschoten. De kogelgaten in de muur zijn nog altijd te zien. In 2014 werd het vernieuwde museum heropend door koning Willem-Alexander. In januari 2025 sloot het museum opnieuw haar deuren voor een grote verbouwing, met de belofte dat het in 2027 weer zou openen. 

## Afbeeldingen

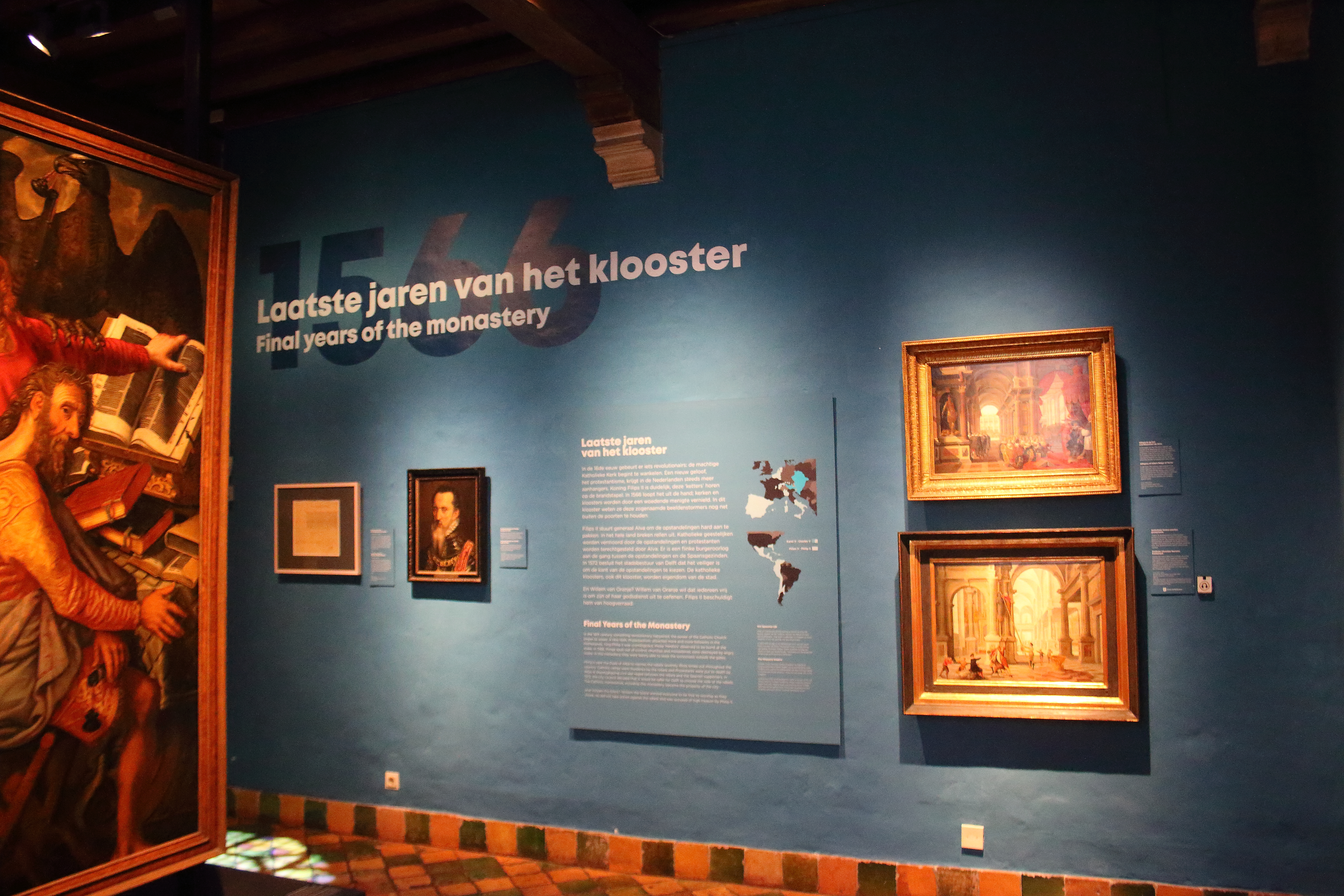
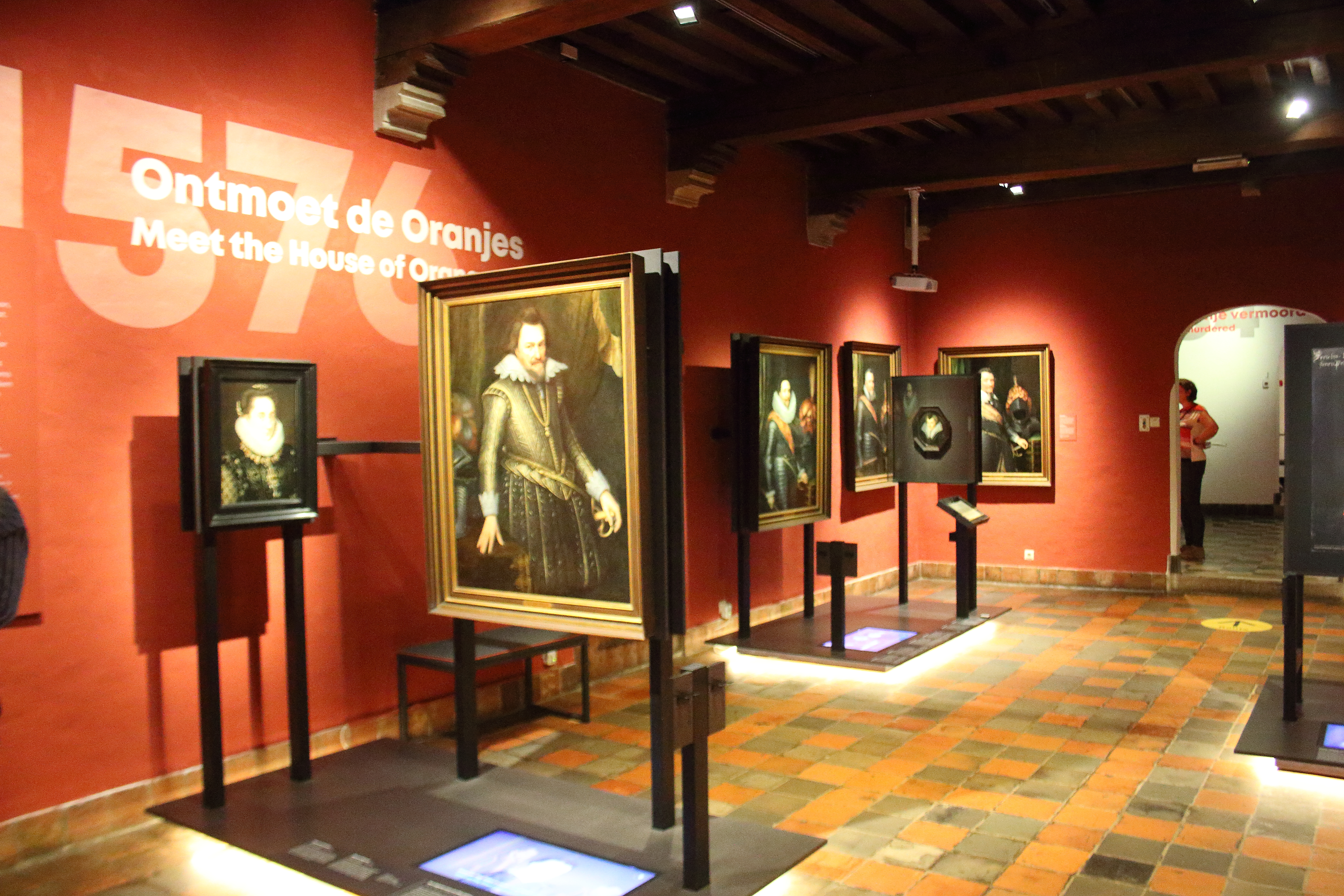
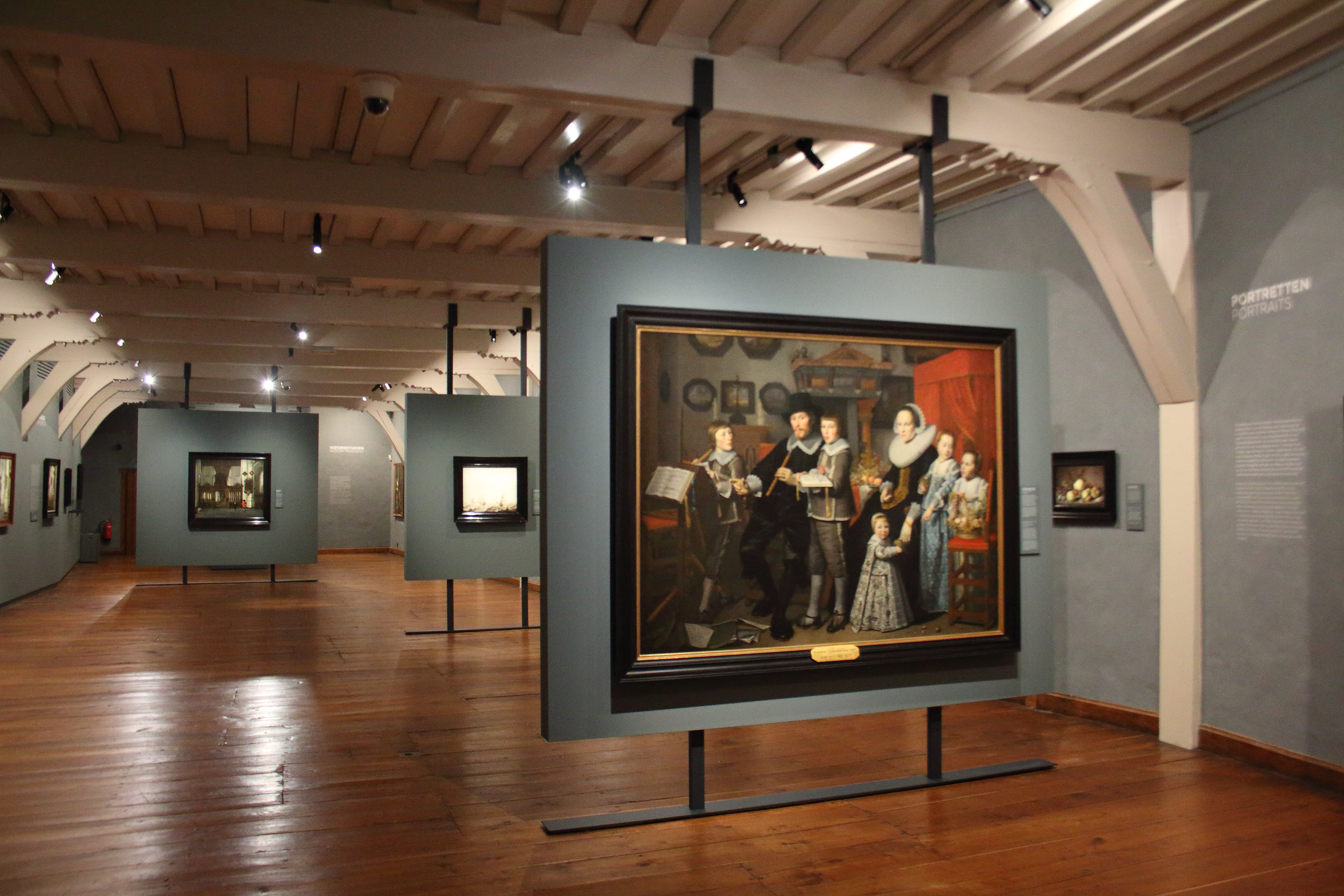
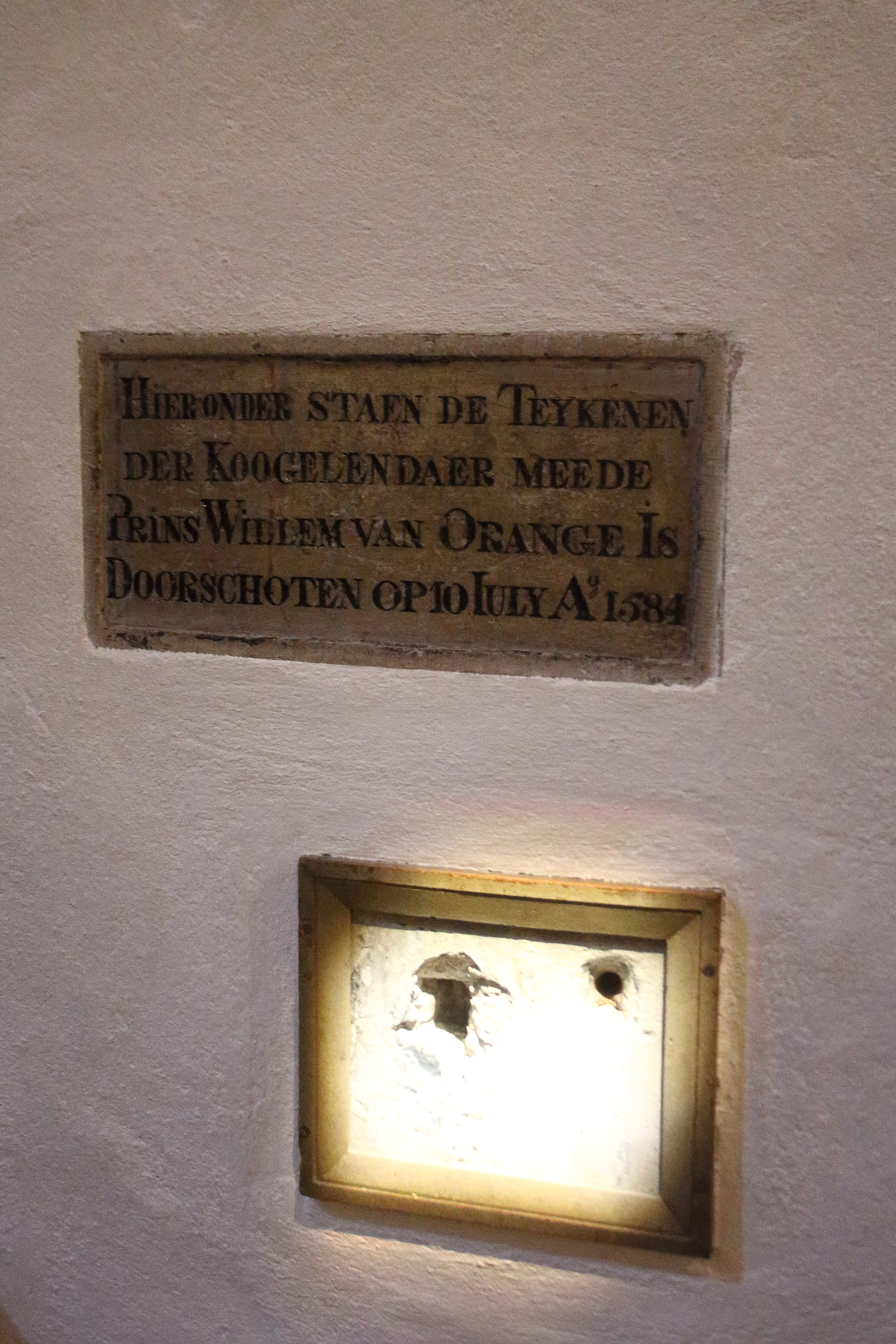
Kogelgaten als stille getuigen van de moord op Willem van Oranje
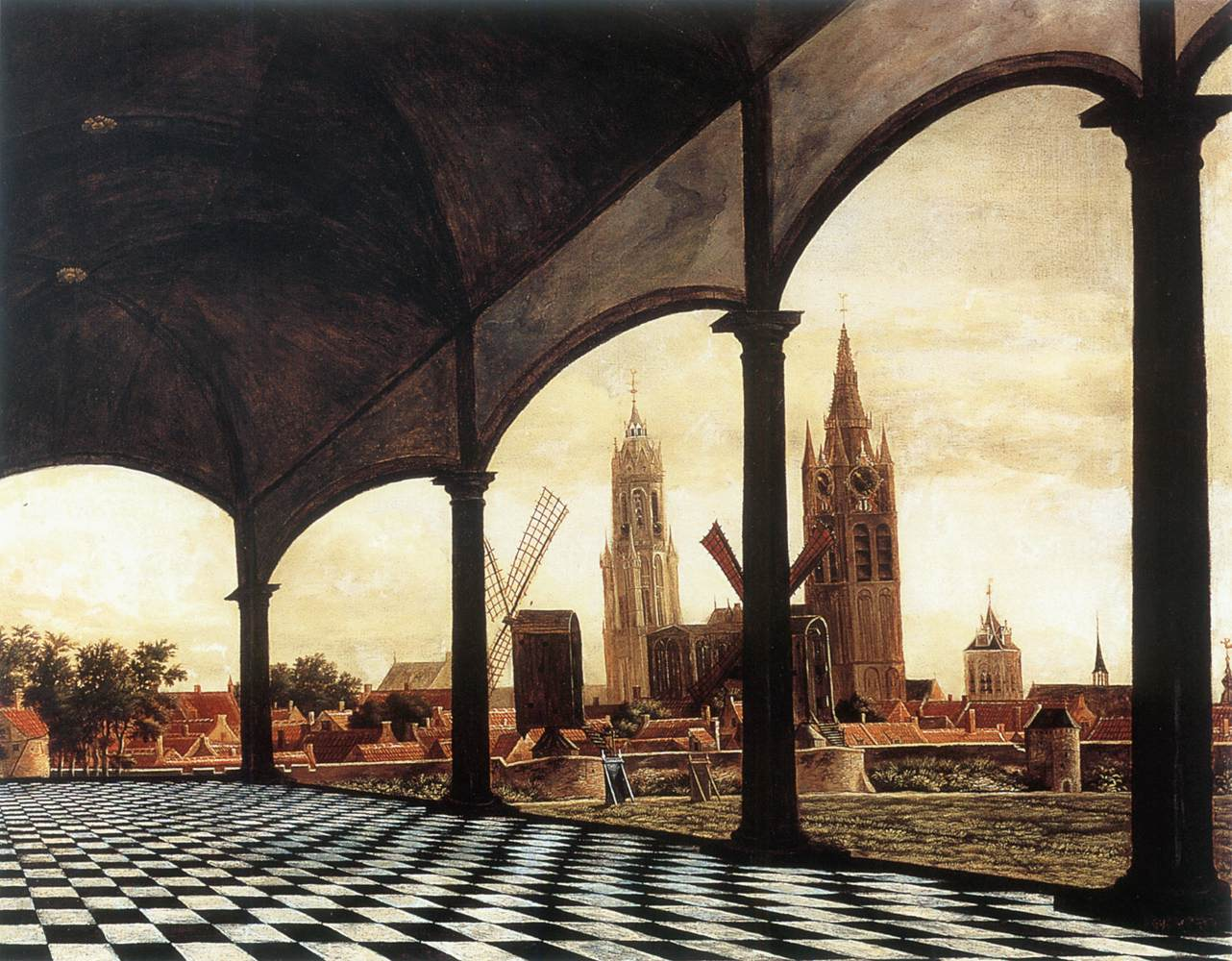
Daniël Vosmaer: Gezicht op Delft met een fantasieloggia, een van de topstukken uit de kunstcollectie
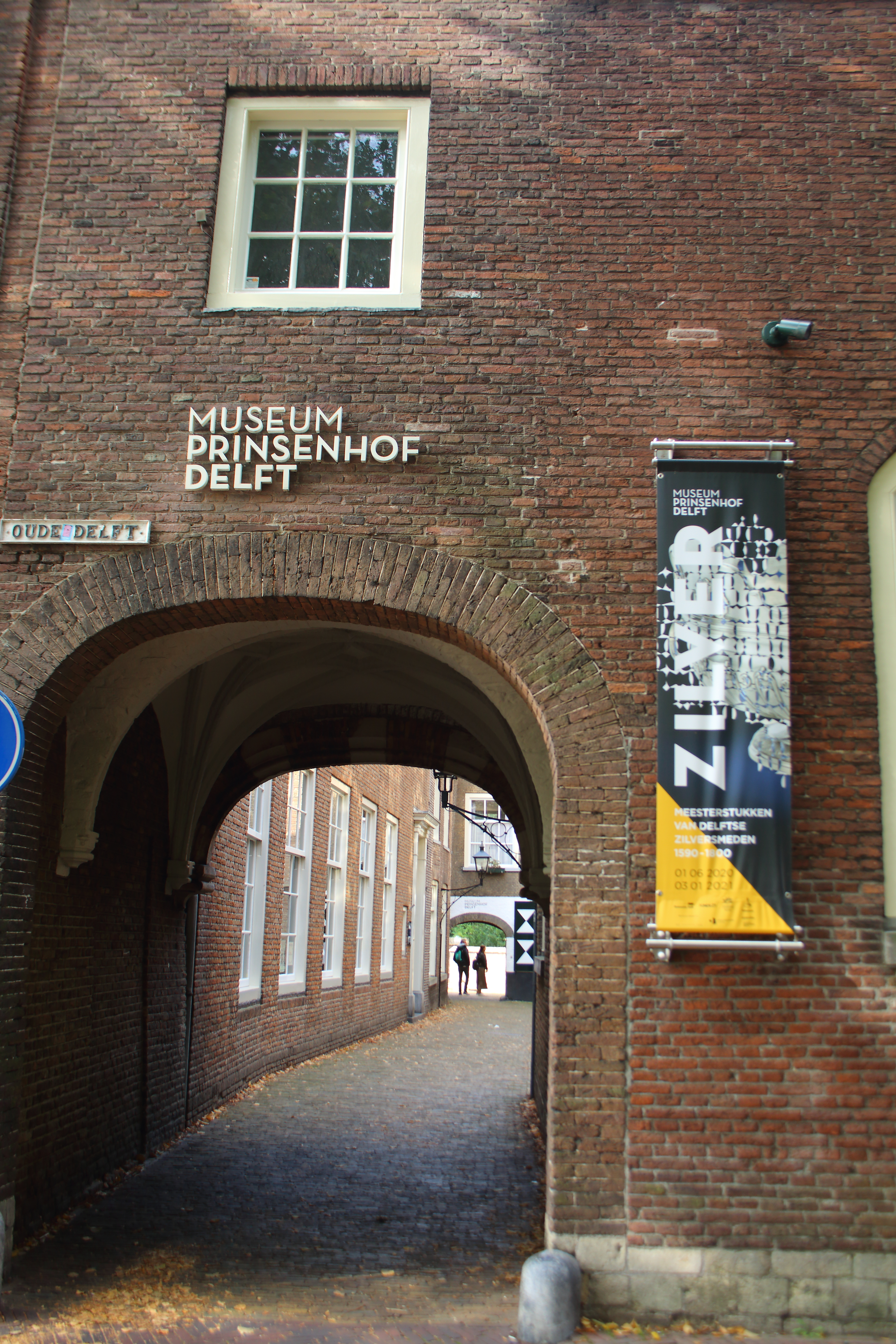
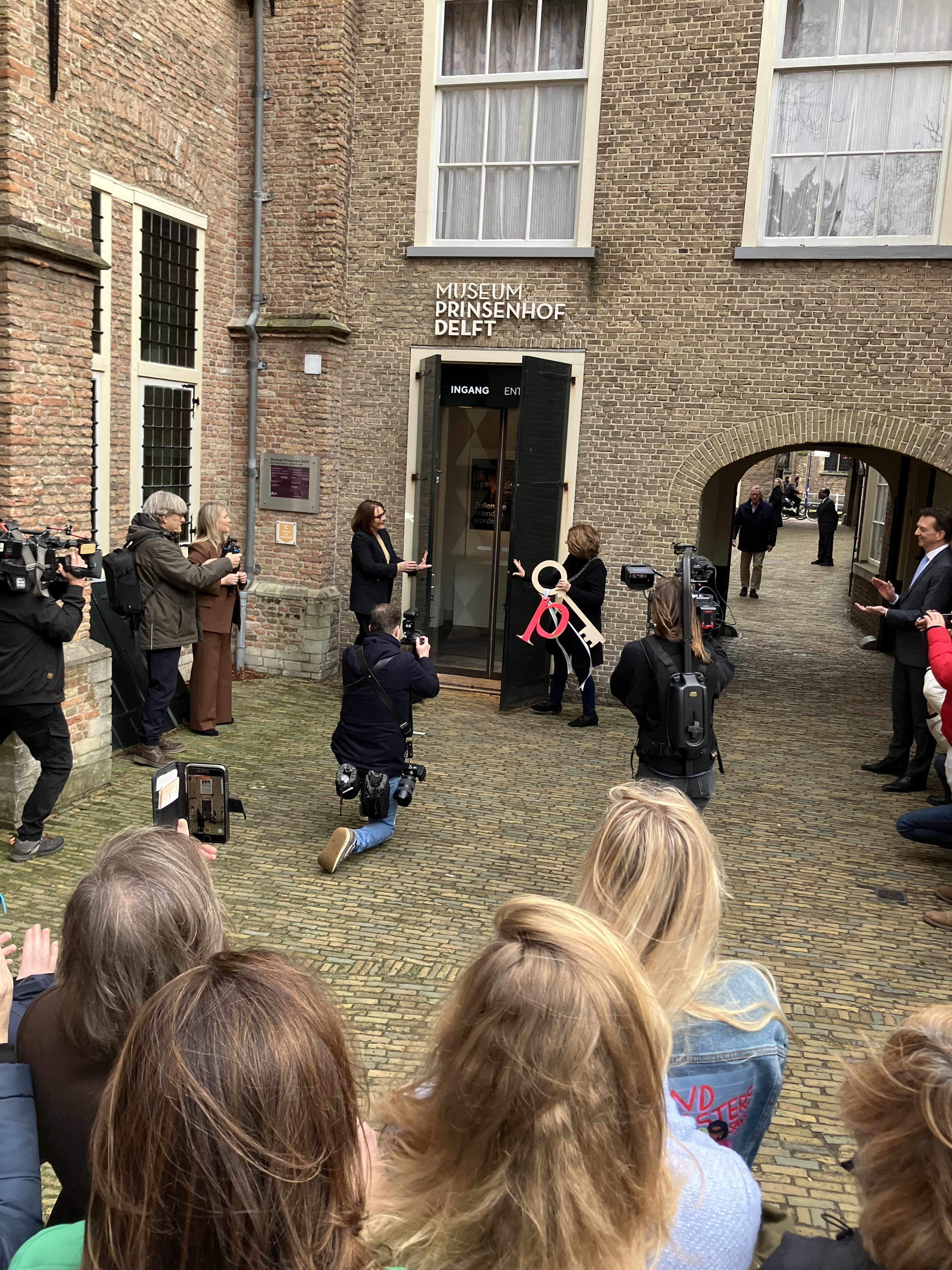
Officiële sluiting in 2025 door Marja van Bijsterveldt